# Mario Sabatini
Mario Sabatini, noto anche con lo pseudonimo di Anthony Green (Poppi, 1927), è un regista e sceneggiatore italiano.

## Biografia
Sabatini realizza cinque film tra la metà degli anni '60 agli anni '80 spesso basati su una sua sceneggiatura, quasi sempre utilizzando lo pseudonimo di Anthony Green.

## Filmografia

### Regista
- Squillo (1965)
- Lo sceriffo di Rockspring – accreditato come Anthony Green (1971)
- Un uomo chiamato Dakota – accreditato come Anthony Green (1972)
- Delitto d'autore – accreditato come Anthony Green (1974)
- Peccato originale – accreditato come Anthony Green (1981)

### Sceneggiatore
- Squillo, regia di Mario Sabatini (1965)
- Un uomo chiamato Dakota, regia di Mario Sabatini (1972)
- Delitto d'autore, regia di Mario Sabatini – accreditato come Anthony Green (1974)
- Peccato originale, regia di Mario Sabatini (1981)
- L'insegnante di violoncello, regia di Lorenzo Onorati – accreditato come Anthony Green (1989)

### Attore
- Peccato originale, regia di Mario Sabatini (1981)